# Turystyka w Senegalu

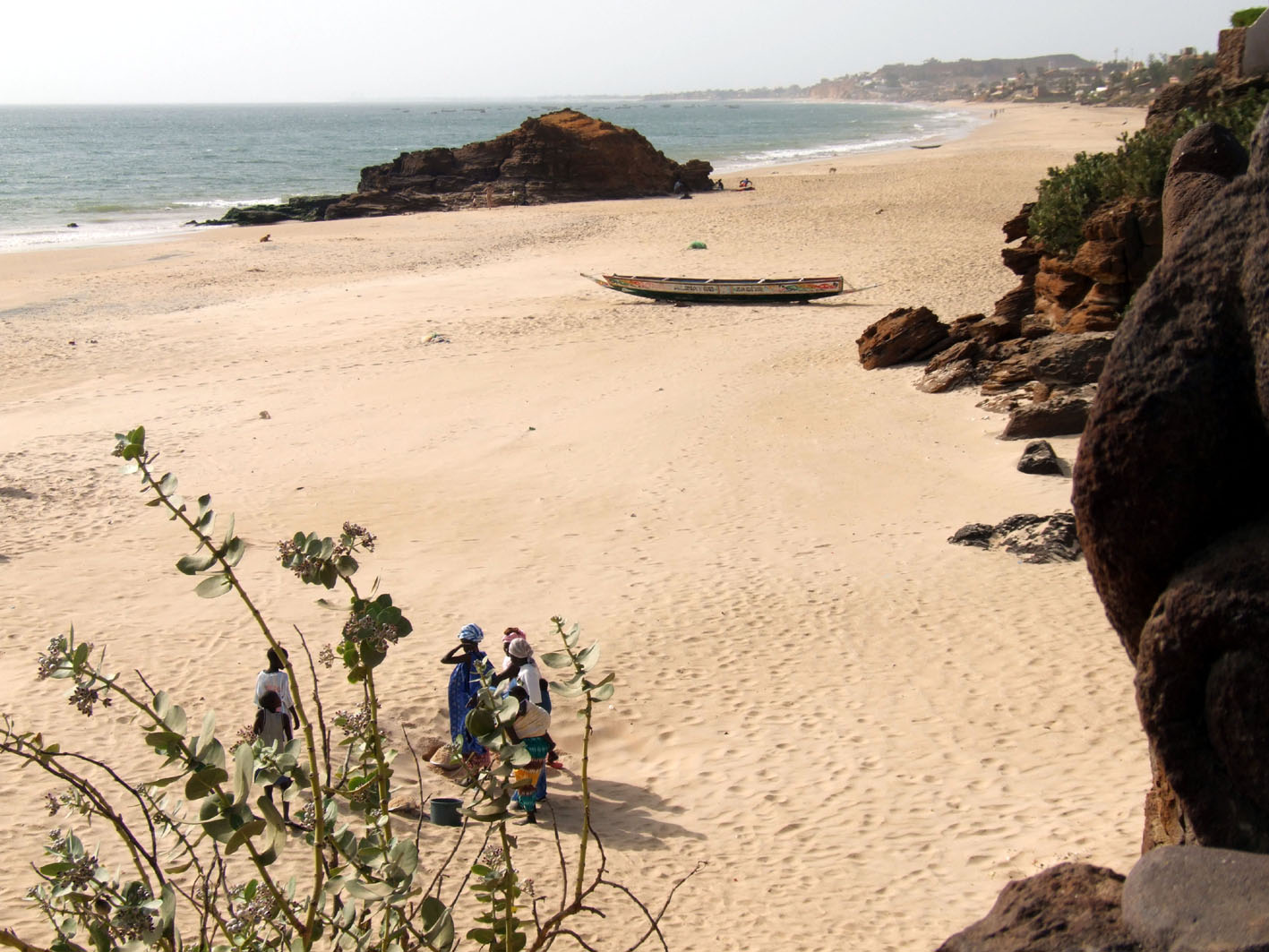
Plaża w okolicach Petite Côte

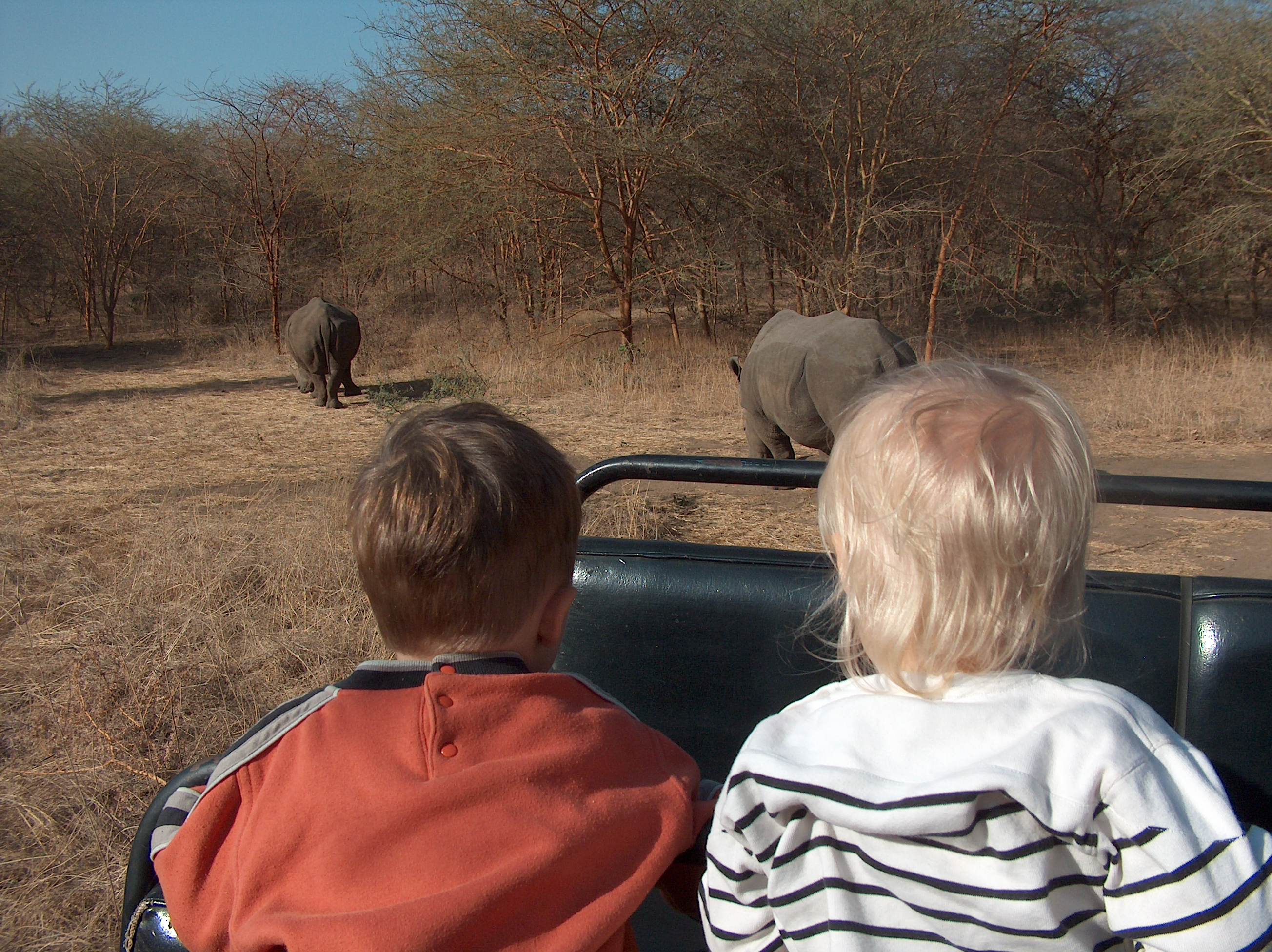
Nosorożce na safari w Rezerwacie w Bandia

Turystyka w Senegalu – znacząca gałąź gospodarki Senegalu. W 2018 roku stanowiła ona ok. 6% PKB Senegalu i wygenerowała prawie 100 000 miejsc pracy. Senegal uważany był za pioniera rozwoju turystyki w Afryce.

## Znaczenie
Po zdobyciu niepodległości od Francji w 1960 roku turystyka odgrywała skrajnie mały udział w gospodarce kraju. Po tym, gdy firma turystyczna Club Med w latach 70. XX wieku zbudowała w Senegalu swoją pierwszą placówkę, ta dziedzina gospodarki zaczęła się powoli rozbudowywać i rozwijać. Na początku XXI wieku turystyka stała się ważną częścią gospodarki Senegalu. Od lat 90. rząd Senegalu starał się rozwijać tę działalność i dotrzeć do gości spoza dawnej potęgi kolonialnej Francji (pod którą do 1960 roku się znajdował) i przyciągać turystów głównie z Hiszpanii, Wielkiej Brytanii i Włoch, częściowo motywując się zachowaniami turystycznymi sąsiadującej Gambii, która przyciąga większą część turystów z Europy Północnej i Ameryki do nadmorskich kurortów w prowincji i stolicy kraju, Bandżulu.

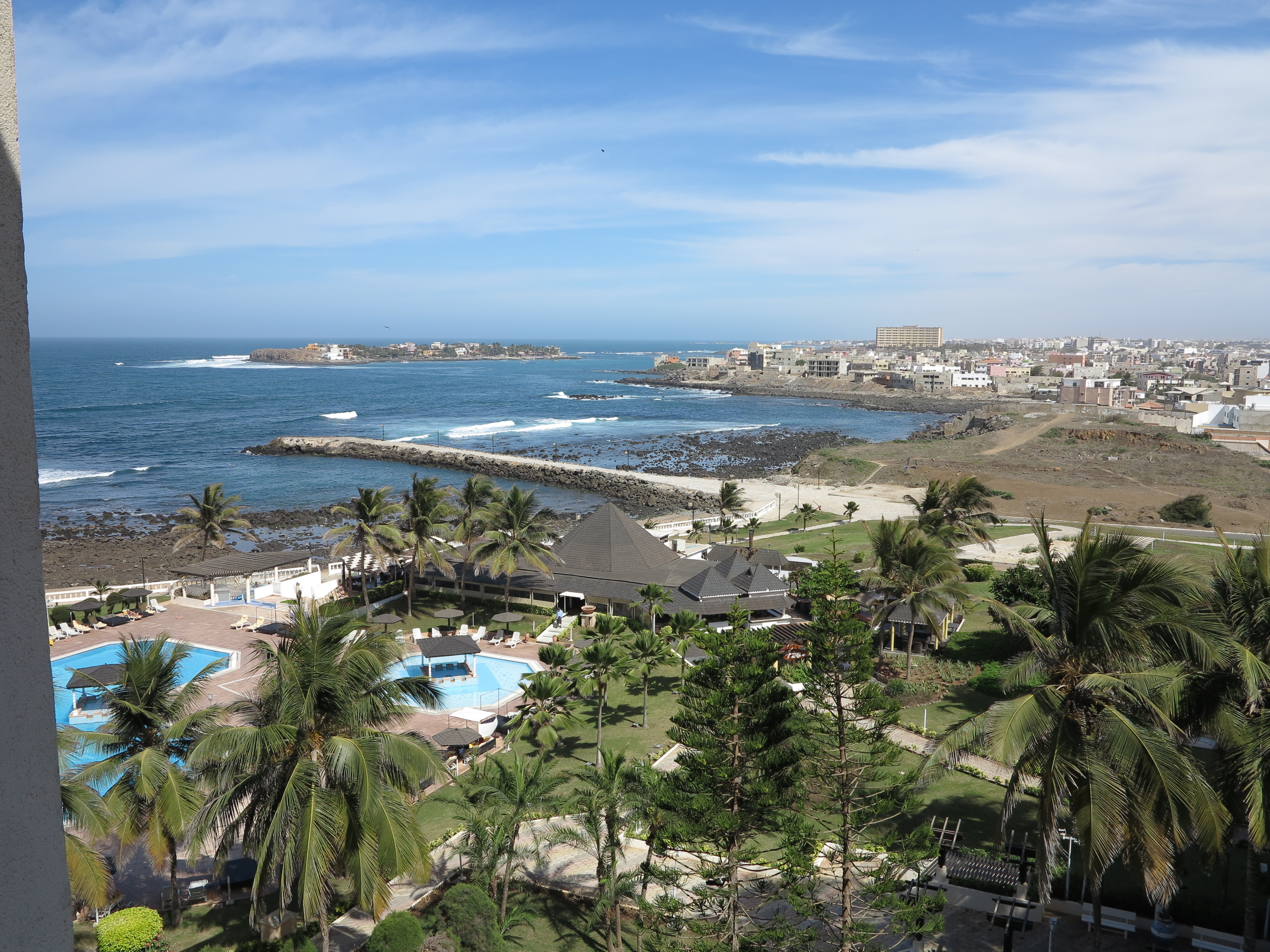
Panorama wybrzeża Dakaru – widoczne hotele i baseny przyhotelowe

W 2008 roku Senegal odwiedziło ponad milion zagranicznych turystów, odwiedzając głównie luksusowe kurorty nadmorskie, miejsca przyrodnicze i historyczne. Stopa zwrotu w tym okresie wyniosła około 30%.

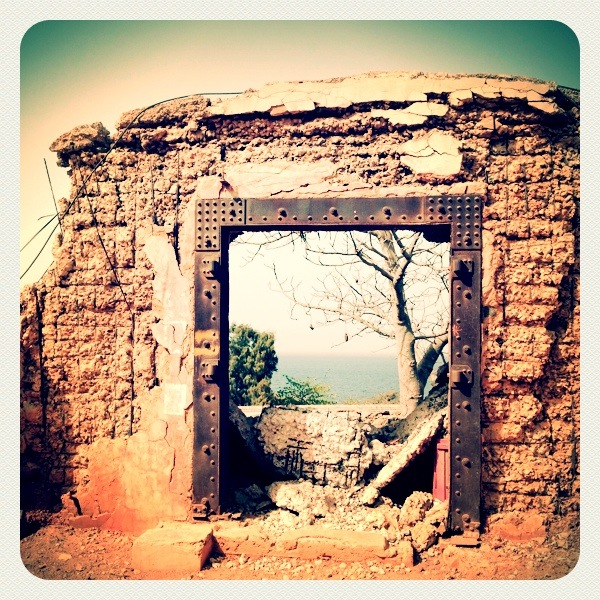
Pozostałości kolonialnego budynku na wyspie Goree (2012)

Przyszłe prognozy turystyczne ogłoszone w 2009 roku wzbudziły obawy, że globalne pogorszenie koniunktury (spowodowane kryzysem finansowym w latach 2007–2009) wywrze bardzo negatywny wpływ na wizyty turystyczne w Senegalu w 2009 i 2010 roku, a wskaźnik rezerwacji miejsc spadnie z 30% rok wcześniej do około 5%, co ostatecznie się stało, a Senegal odnotował spadek zainteresowania turystycznego, który w 2012 spadł poniżej prognozowanych 5%. Wpływ na spadek turystyki ma także rozpowszechnianie się wirusa Ebola. Od 2015 roku rząd stara się walczyć o ponowny wzrost znaczenia turystyki.

## Atrakcje
Turyści z USA – głównie Afroamerykanie – są jedną z najliczniejszych grup przybywających w celach turystycznych do Senegalu, przyciągnięci zwłaszcza przez historyczny punkt handlu niewolnikami na wyspie Gorée. Wyspa Gorée, dawniej centrum handlu niewolnikami w Afryce Zachodniej, wpisana została na Listę Światowego Dziedzictwa UNESCO.
Zainteresowanie turystów obejmuje głównie stolicę, Dakar, a także miasto Saint-Louis, stare miasto kolonialne i święte centrum Mouride w Toubie. Większość turystów spoza Afryki to Europejczycy, zwłaszcza Francuzi.
Wycieczki wakacyjne organizowane przez biura podróży często są uzupełniane przez wycieczki przyrodnicze i krajoznawcze w obszarach takich jak Delta Sine-Saloum, Grande Côte (na północ od Dakaru), La Rose i delta rzeki Senegal na północy (w pobliżu Saint-Louis). Turystów przyciągają także zabytki wokół Dakaru, wyspa Gorée, muzea i inne lokalne zabytki. Na północy miasto Saint-Louis w kolonialnej wyspie odwiedzane jest ze względu na długą historię i kolonialną architekturę. Istnieją również wycieczki safari, aby zobaczyć dziką przyrodę, w ostatnich latach ograniczone przez standardy południowoafrykańskie dotyczące ochrony zwierząt.
Senegal jest uważany za jedno z najlepszych miejsc na świecie do obserwacji oraz połowów żaglic (Istiophorus).

## Parki narodowe i krajobrazowe

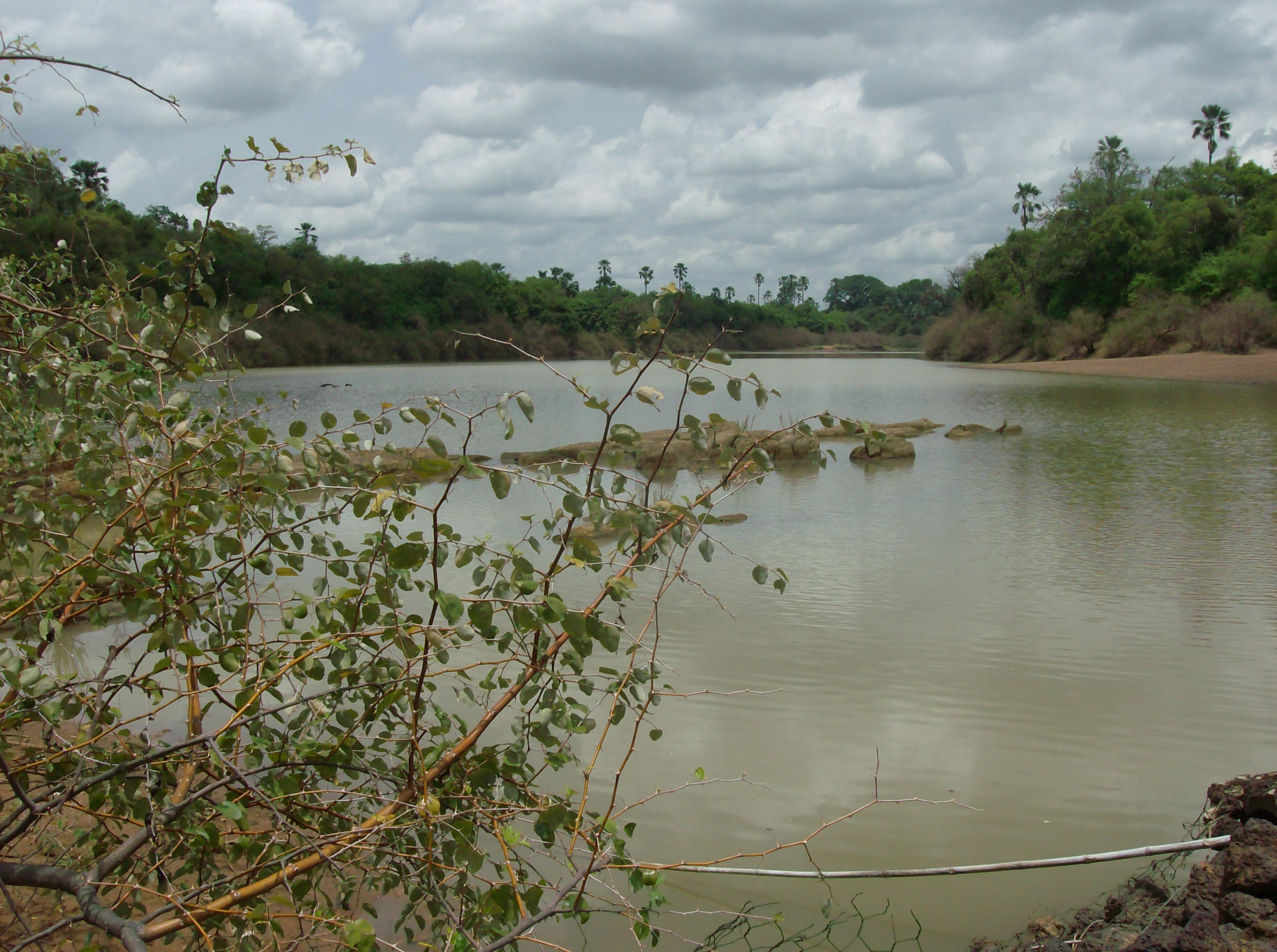
Jezioro w Parku Narodowym Niokolo-Koba

Senegal ma niewielki, ale rozwijający się program rozwojowy parków narodowych i rezerwatów. Godne uwagi są między innymi Park Narodowy Langue de Barbarie i Park Narodowy Oiseaux du Djoudj, które zapewniają bezpieczeństwo siedlisk dzikich zwierząt na wydmach i bagnach namorzynowych otaczających ujście rzeki Senegal w pobliżu miasta Saint-Louis.
Park Narodowy Niokolo-Koba jest na Liście Światowego Dziedzictwa UNESCO. Jest to naturalny obszar chroniony w południowo-wschodnim Senegalu w pobliżu granicy z Gwinea Bissau, która chroni dużą różnorodność dzikich zwierząt, w tym hipopotamów, słoni i lwów. Obszar ten jest w znacznym stopniu niezagospodarowany i nie ma infrastruktury turystycznej, ale jest celem wycieczek specjalistycznych.
Park Narodowy Basse-Casamance, w części południowej, obejmuje zarówno ekoturystykę oraz tropikalne wycieczki do lasu i popularny ośrodek nadmorski mający oparcie na turystyce zagranicznej. Konflikt w Casamance hamuje rozwój turystyczny w tej dziedzinie. Park został zamknięty na początku konfliktu z powodu działalności rebeliantów i walk na terenie kopalni. Obecnie tereny te kontrolowane są przez wojsko, które kategorycznie zabrania wstępu na obszar parku.

Cofanie się lądu na terenie Laguny de Barbarie, części Parku Narodowego Langue de Barbarie

Park Narodowy Delta du Saloum to przede wszystkim duży obszar namorzynowy przy ujściach rzek i wyspach, odwiedzany przez turystów ze względu na dzikie zwierzęta. Mniejsze parki i rezerwaty, takie jak rezerwat przyrody Guembeul na środkowym zachodzie lub rezerwat przyrody Bandia w pobliżu Dakaru, wychodzą z założenia przede wszystkim bardziej konwencjonalnego europejskiego przemysłu turystycznego, przypominającego parki dzikiej przyrody lub zoo.

## Infrastruktura turystyczna
Głównym punktem, do którego kierują się turyści udający się w podróż do Senegalu było międzynarodowe lotnisko Dakar-Yoff-Léopold Sédar Senghor International Airport. W 2017 roku został wybudowany nowy port lotniczy – im. Blaise’a Diagne, który stał się głównym lotniskiem kraju i obsługuje większość lotów.
Od początku lat 10. XXI wieku notuje się także wzrost liczby przybywających pracowników azjatyckich podróżujących w celu realizacji projektów budowlanych finansowanych przez rząd chiński. Stany Zjednoczone otworzyły loty do Senegalu na linii Delta w grudniu 2006 roku trasie Atlanta – Dakar – Johannesburg – Dakar – Atlanta. Umowa o otwartym niebie między USA a Senegalem podpisana w styczniu 2001 roku położyła solidne podwaliny pod bezpośrednie połączenia między USA a Senegalem przez amerykańskich przewoźników. Brytyjskie firmy turystyczne, od dawna organizujące wycieczki do sąsiedniej Gambii, zaczęły niedługo później wchodzić również na rynek pakietów turystycznych do Senegalu, który do niedawna był zdominowany przez francuskie i belgijskie firmy.

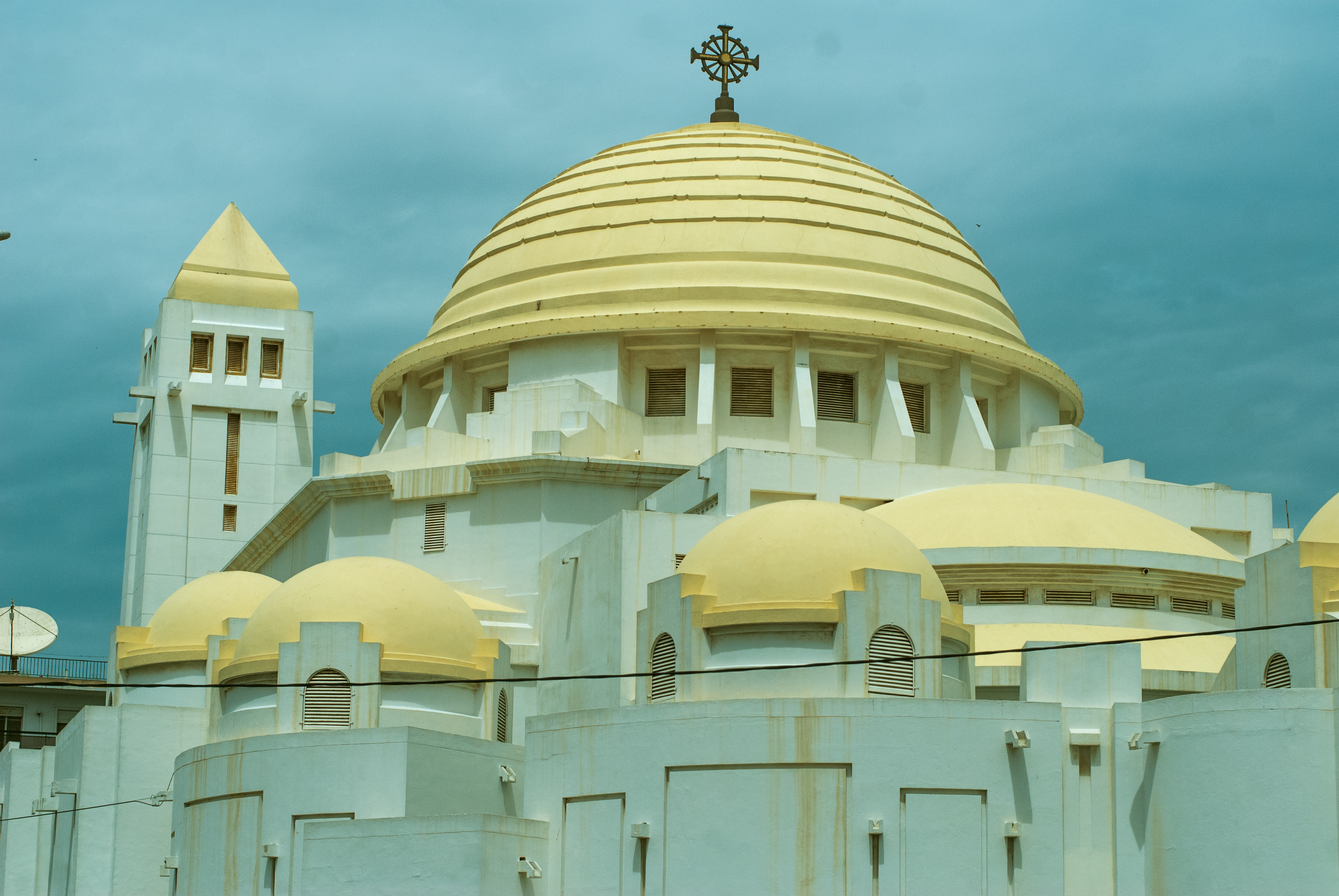
Katedra w Dakarze

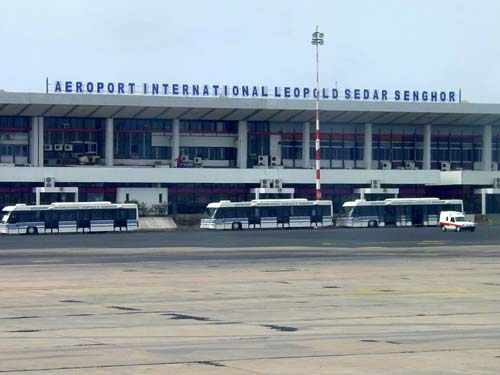
Międzynarodowe lotnisko w Dakarze

Dla zwiedzających dostępne jest wiele kościołów, kaplic, synagog, meczetów oraz katedr.

## Promocja turystyki w Senegalu
Regulacja, promocja i rozwój krajowego sektora turystycznego leży w gestii Senegalskiego Ministerstwa Turystyki (Ministère des Sénégalais de l’Extérieur et du Tourisme, SENEX). Wiele agencji, zarządów i partnerstw, które zarządzają i promują senegalską turystykę, składa sprawozdania temu ministerstwu. Należą do nich m.in. Dyrekcja ds. Studiów i Planowania Turystyki (Direction des Etudes et de la Planification touristique), Dyrekcja Regulacji i Struktury Turystycznej (Direction de la Réglementation et de l’Encadrement du Tourisme) oraz Krajowa Rada Promocji Turystyki (Agence nationale de la Promotion touristique – ANPT).
Ponadto biura ministerstwa specjalizują się w finansowaniu infrastruktury i promocji przemysłu turystycznego (Secrétariat du Comité de Gestion de Fonds de Promotion Touristique) i zamorskiej szkole szkolenia w branży turystycznej (Secrétariat du Comité de Fests de Fonds de Promotion Touristique – ENFHT).